# Список замахів на президентів США
Близько трьох десятків замахів на президентів США відбулось за всю історію існування посади. При чому замахи були і на чинних президентів, і на колишніх, і на тих, які ще не склали присягу. Чотири чинних президента було вбито: Авраам Лінкольн (16-й президент) — 14 квітня 1865, Джеймс Гарфілд (20-й) — 19 вересня 1881, Вільям Мак-Кінлі (25-й) — 14 вересня 1901 та Джон Кеннеді (35-й) — 22 листопада 1963. Два президенти були поранені внаслідок замаху: Теодор Рузвельт (26-й) — 14 жовтня 1912 та Рональд Рейган (40-й) — 30 березня 1981. Починаючи з Річарда Ніксона кожен президент зазнавав замахів на своє життя.
Більшість замахів скоєні з політичних причин. Але оскільки після смерті президента його повноваження отримує віцепрезидент, який обирається з тієї ж партії що й президент, то це мало змінює політичну ситуацію.

## Вбивства президентів

### Авраам Лінкольн

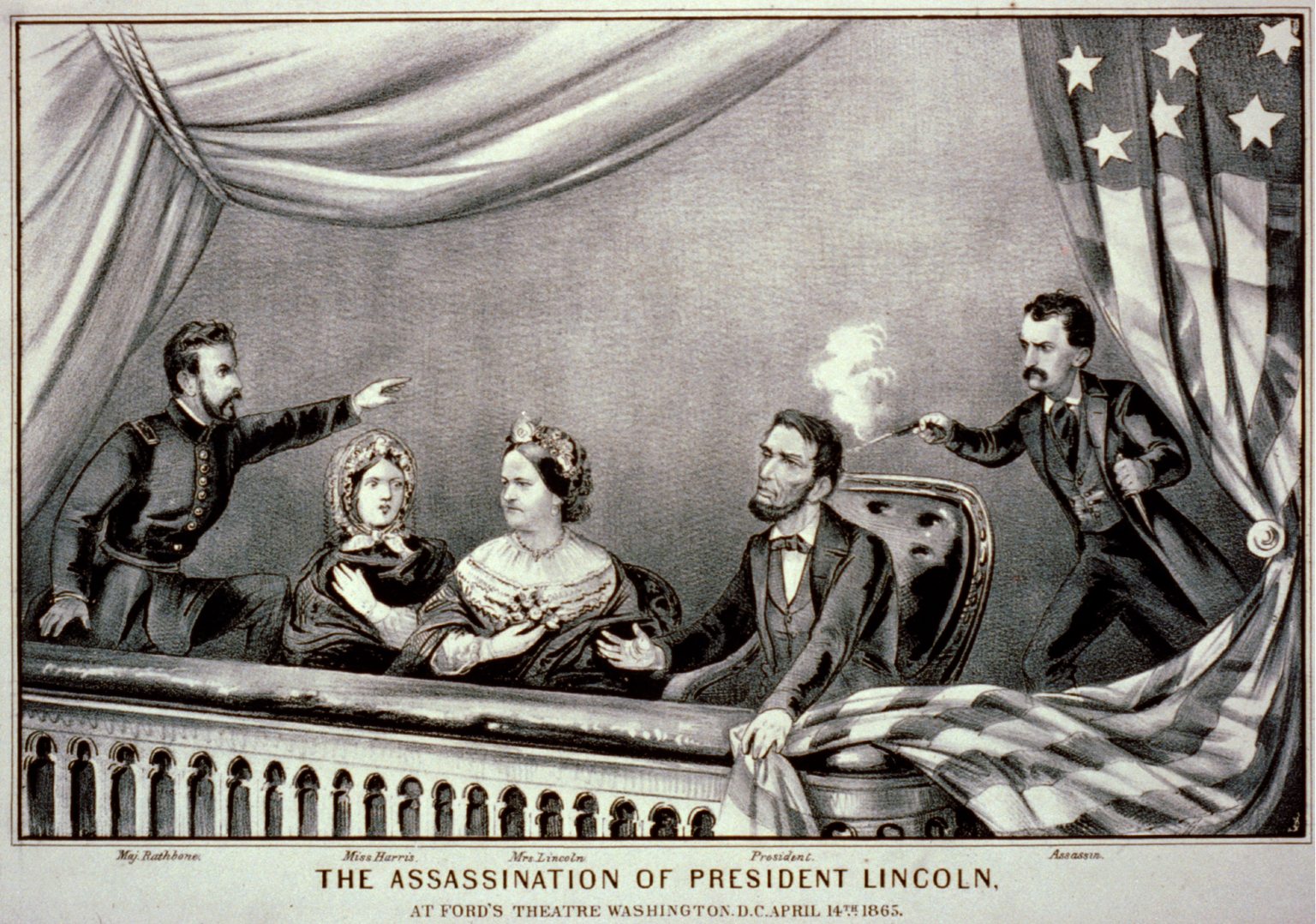
Вбивство Лінкольна

Вбивство Лінкольна відбулося 14 квітня 1865 приблизно о 22:23 в театрі Форда в м. Вашингтон, коли там грали п'єсу «Наш американський кузен». Президент був застрелений в голову з пістолета «Деррінгер» 44го калібру актором та прихильником конфедератів Джоном Бутом. Разом з Лінкольном були його дружина Мері Тодд Лінкольн та його друг Генрі Ресбоун з нареченою Кларою Харріс. Ресбоун спробував піймати Бута, але він завдав Ресбоуну удару в груди кинджалом, зачепивши при цьому руку. Диригент оркестру також спробував затримати вбивцю, але той і його вдарив ножем. Бут, попри те, що зламав ногу, пробіг повз акторів і вискочив через двері на сцені. Згодом рану президента було визнано смертельною. Непритомного Лінкольна перенесли в Петерсон Хаус через дорогу, де він лежав у комі дев'ять годин, після чого о 7:22 ранку 15 квітня помер.
Згодом Бут був знайдений Союзною армією та застрелений сержантом Бостоном Корбеттом 26 квітня 1865. Бут був переконаний, що вбиство Лінкольна радикально змінить політику уряду щодо півдня.

### Джеймс Гарфілд

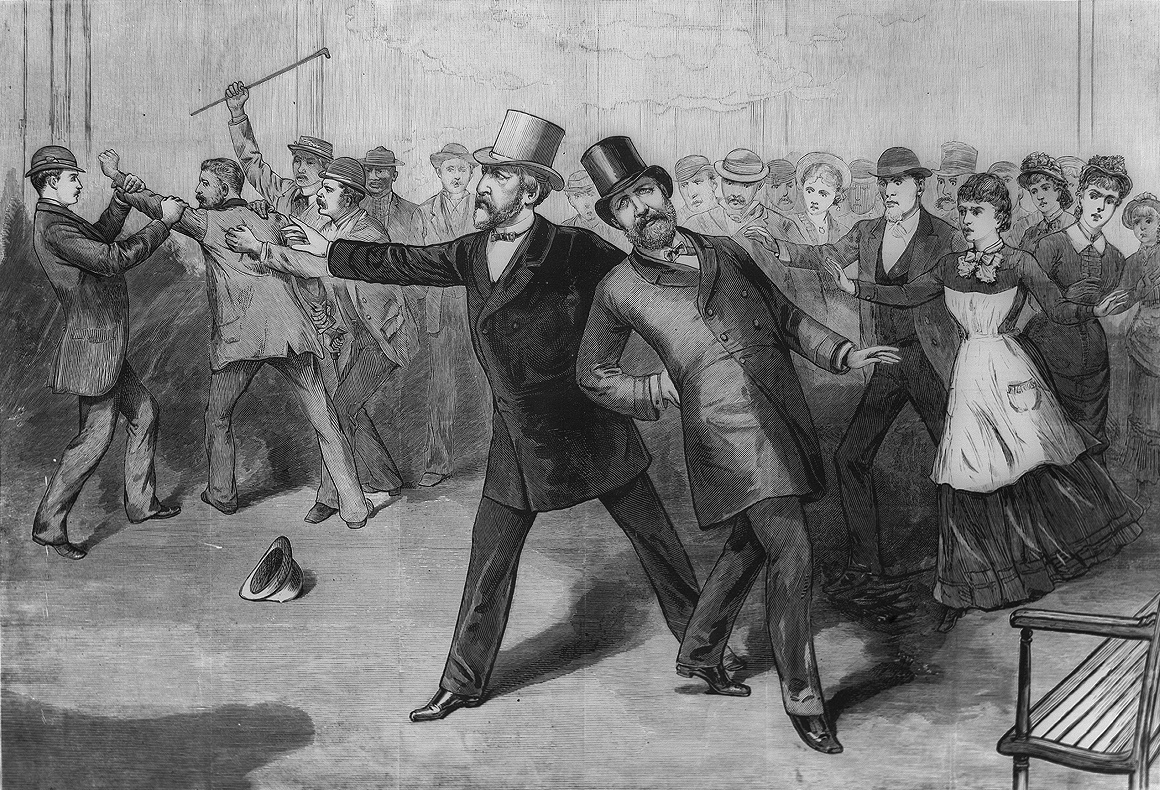
Замах на Гарфілда

Замах на Джеймса Гарфілда відбувся о 9:30 ранку 2 липня 1881 в м. Вашингтон. Гарфілд тоді був лише на четвертому місяці свого президентства. Шарль Гіто вистрілив двічі з револьвера .442 «Веблі»: один раз в руку і один раз в спину. Президент помер через 11 тижнів (19 вересня 1881 о 22:35) від зараження крові, спричиненого пострілами.
Гіто був затриманий одразу на місці скоєння злочину. Після суду, який набув величезного розголосу та тривав з 14 листопада 1881 до 25 січня 1882, він був засуджений до страти. Подальша апеляція була відхилена і 30 червня 1882 Гіто був повішений. Під час судового процесу з'ясували, що він був психічно неврівноважений і, можливо, страждав від якоїсь форми біполярного афективного розладу або від впливу сифілісу на мозок. Гіто заявив, що вбив президента через те, що його не призначили новим послом США у Франції.

### Вільям Мак-Кінлі

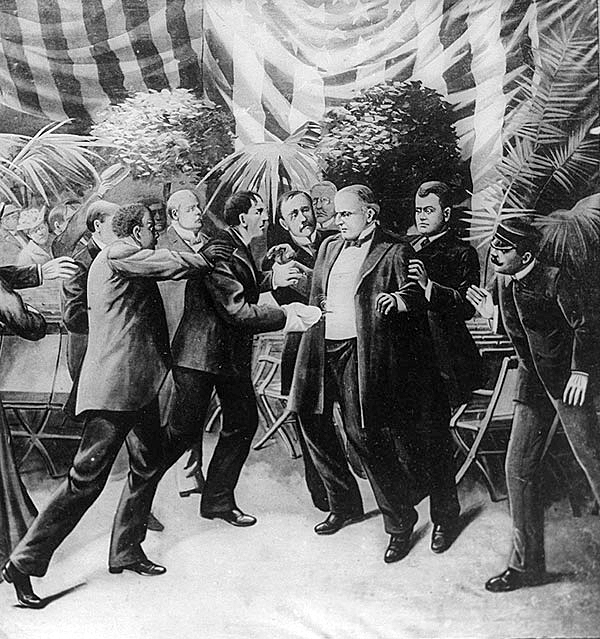
Замах на Мак-Кінлі

Замах на Вільяма Мак-Кінлі відбувся 6 вересня 1901 о 16:07 в «Храмі Музики» в Буффало, штат Нью-Йорк. Президент тоді відвідував панамериканську виставку. Леон Чолгош, самопроголошений анархіст, наблизився до президента з простягнутою рукою, нібито бажаючи з ним привітатися, та двічі зблизька вистрілив йому в живіт з револьвера 32го калібру, що був завернутий в хустинку. Перша куля зрикошетила від ґудзика або від медалі на піджаку Маккінлі та опинилась в рукаві, але другий постріл пронизав його шлунок. Натовп схопив вбивцю, після чого правоохоронці побили його так сильно, що засумнівались що він доживе до суду. Президент помер через 9 днів 14 вересня 1901 о 2:15 ночі. 24 вересня 1901 після швидкого дводенного суду Чолгош був засуджений до страти. Його стратили на електричному стільці у в'язниці Оберна 29 жовтня 1901.
Незабаром після цього Конгрес США виступив з проханням до Секретної служби зайнятися охороною президента (оскільки тоді це була єдина спецслужба в країні).

### Джон Кеннеді

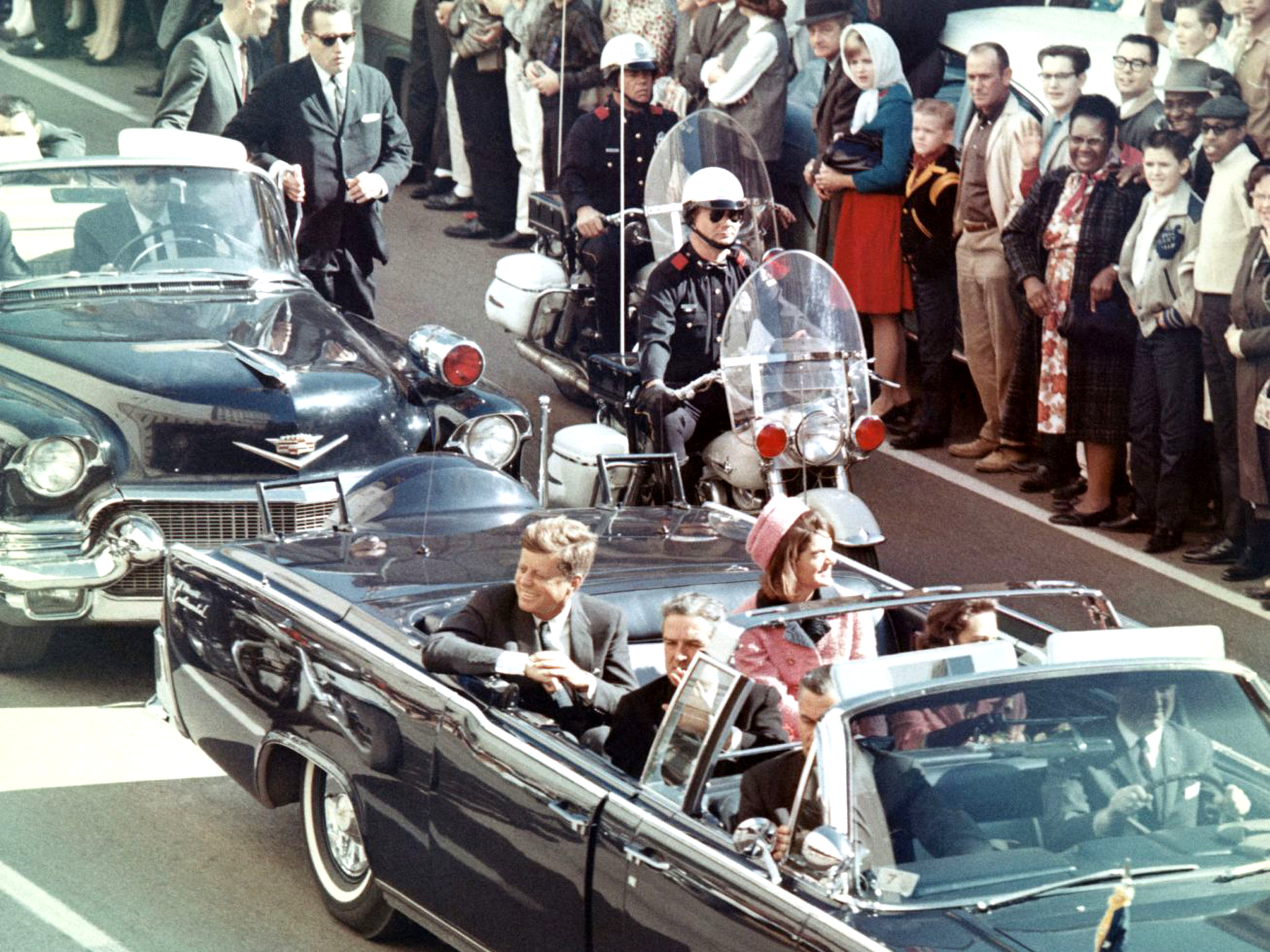
Кеннеді за момент до вбивства

Вбивство Джона Кеннеді відбулося 22 листопада 1963 о 12:30 в Далласі, штат Техас. Він був застрелений в голову зі снайперської гвинтівки під час поїздки на кабріолеті зі своєю дружиною Жаклін Кеннеді в супроводі кортежу. Президент помер миттєво.
Згодом робітник складу шкільних книжок, що знаходився в Ділі Плаза, Лі Гарві Освальд був заарештований в кінотеатрі. 24 листопада об 11:21 Освальд, який був прикутий до детектива Джима Лівелла і якого збиралися переводити в окружну в'язницю Далласа, був застрелений в підвалі офісу поліції Далласа Джеком Рубі, власником нічних клубів в Далласі. Рубі сказав що він дуже розізлився через вбивство Кеннеді. Вбивство Освальда було показане по телебаченню оскільки до його переводу була прикута увага ЗМІ. Швидка допомога доставила Освальда в госпіталь Паркланд Меморіал де він помер о 13:07.
Комісія Уоррена після десятимісячного розслідування оголосила, що Кеннеді був вбитий Освальдом і що Освальд діяв один. Це рішення стало предметом численних суперечок і сумнівів, а також теорій змови.

## Поранення президентів

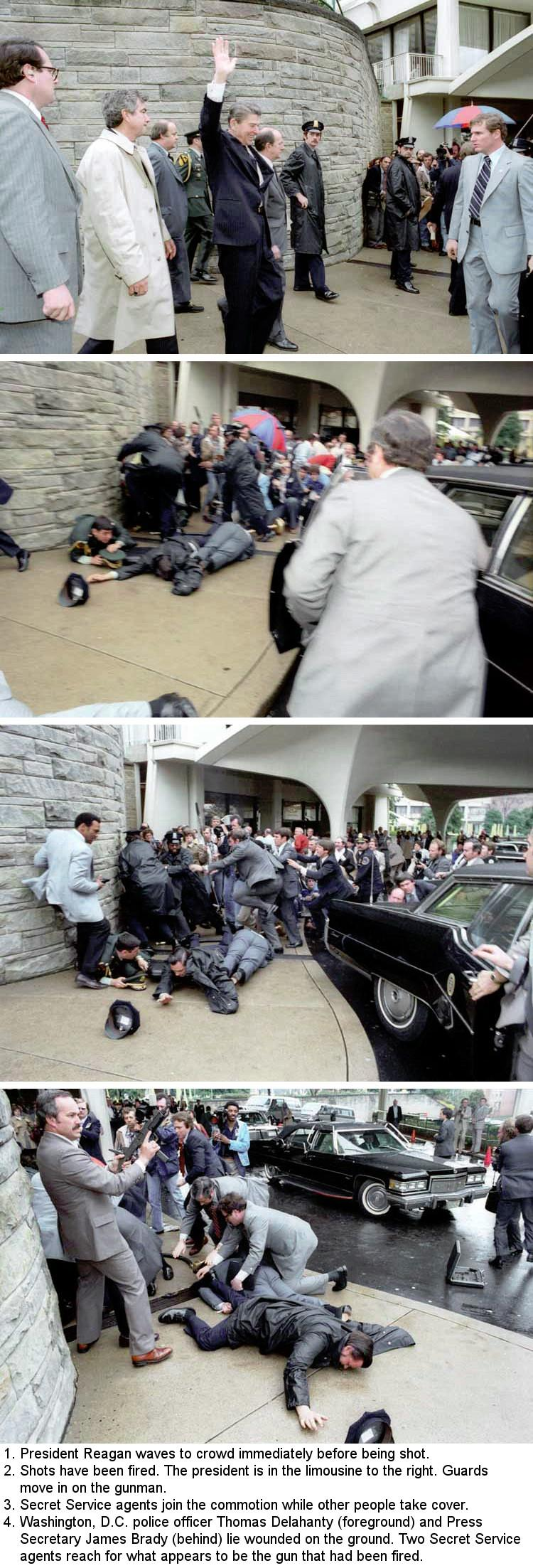
Замах на Рейгана

### Теодор Рузвельт
- 14 жовтня 1912 через три з половиною роки після того, як Теодор Рузвельт залишив посаду президента, він вирішив балотуватись на цю посаду знову від Прогресивної партії. Під час промови у Мілвокі, штат Вісконсин охоронець салону з Нью-Йорка Джон Шренк, який переслідував його протягом декількох тижнів, вистрілив Рузвельту в груди з револьвера 38-го калібру. 50-тисторінкова промова Рузвельта, складена навпіл, та залізний футляр для окулярів, що лежали в його нагрудній кишені, сповільнили кулю. Помічник Рузвельта Елберт Е. Мартін не розгубився й повалив на землю злочинця.[5] Відтак Шренка миттєво схопили, обеззброїли, та мало не вчинили над ним самосуд, але Рузвельт попросив його не чіпати. Потім політик виголосив заплановану промову, яка тривала 90 хвилин. Виборці засумнівалися в тому, що він поранений. Тоді Рузвельт розстебнув одяг і продемонстрував закривавлену сорочку.[6] Після того, як Рузвельт закінчив свою промову з кулею в грудях, він вирушив до найближчої лікарні. Лікар вирішив що діставати кулю занадто ризиковано, бо вона застрягла занадто близько біля серця, і куля залишилась в грудях Рузвельта на все життя.

На суді Шренк заявив, що до нього уві сні прийшов Вільям Мак-Кінлі і наказав вбити Рузвельта, щоб помститися за свою смерть. Його визнали божевільним та помістили в психіатричну лікарню, де він помер в 1943.

### Рональд Рейган
- 30 березня 1981 Джон Хінклі-молодший вистрілами поранив Рональда Рейгана та трьох інших людей, коли президент повертався до свого лімузина після промови в готелі Хілтон в м. Вашингтон[7]. Одна з куль зламала ребро Рейгана та пройшла через його легені, що спричинило сильну внутрішню кровотечу. Рейгана відвезли до госпіталю університету ім. Джорджа Вашингтона, де йому негайно зробити операцію. Після цього він пролежав в лікарні ще два тижні. Окрім Рейгана були поранені ще пресс-секретар Білого Дому Джеймс Брейді, агент Секретної Служби Тім Мак-Карті та поліцейський Томас Делаханті. Всі вони вижили, але мозок Брейді був пошкоджений і він залишився інвалідом. Хінклі був негайно заарештований на місці події. Пізніше він заявив, що хотів вбити президента що справити враження на акторку Джоді Фостер. Він був визнаний психічно нездоровим та був поміщений в психіатричну клініку де й перебуває зараз.

## Інші замахи

### Ендрю Джексон

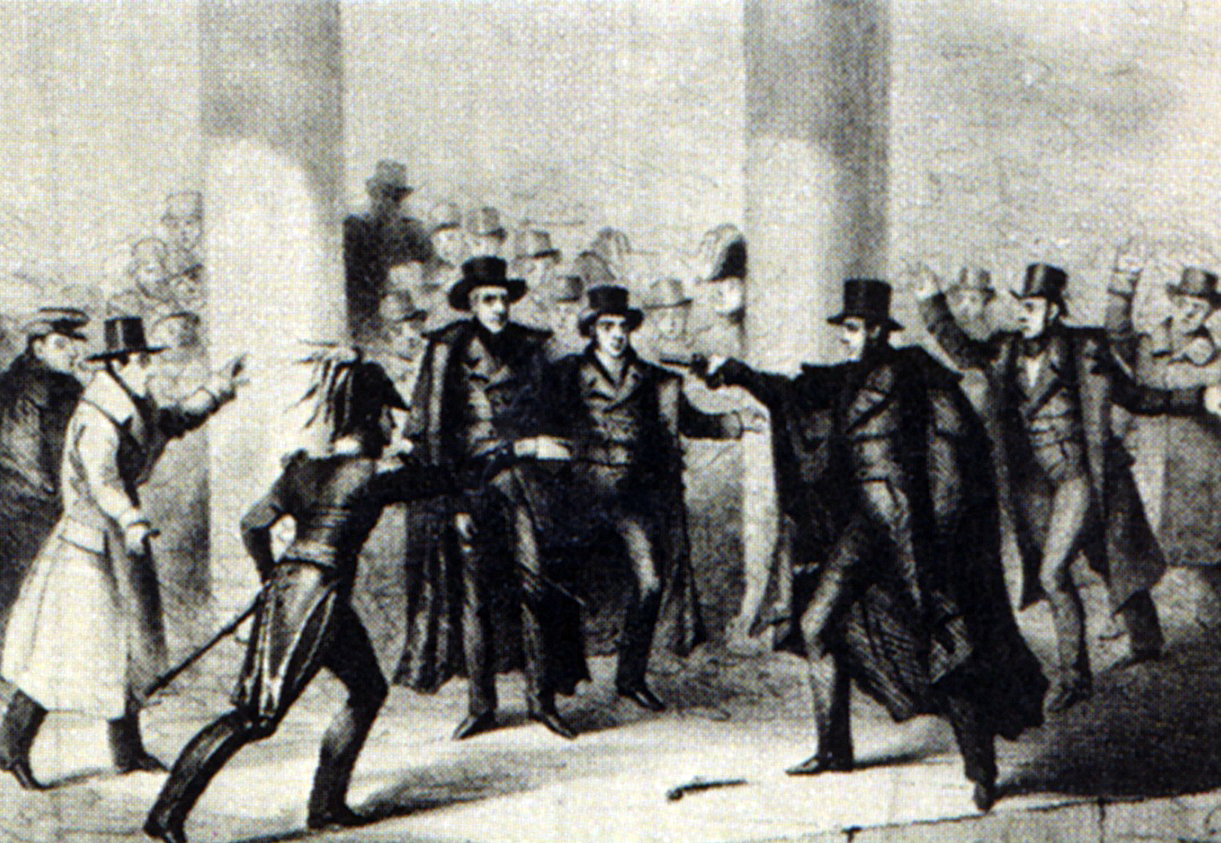
Замах на Джексона

- 30 січня 1835 маляр Річард Лоуренс біля Капітолія спробував застрелити Ендрю Джексона з двох пістолетів, обидва з яких не влучили. Лоуренс був затриманий після того, як Джексон жорстоко побив його тростиною. Лоуренса було визнано невинним через його божевілля і його помістили в психіатричну лікарню, де він помер в 1861 році.

### Авраам Лінкольн

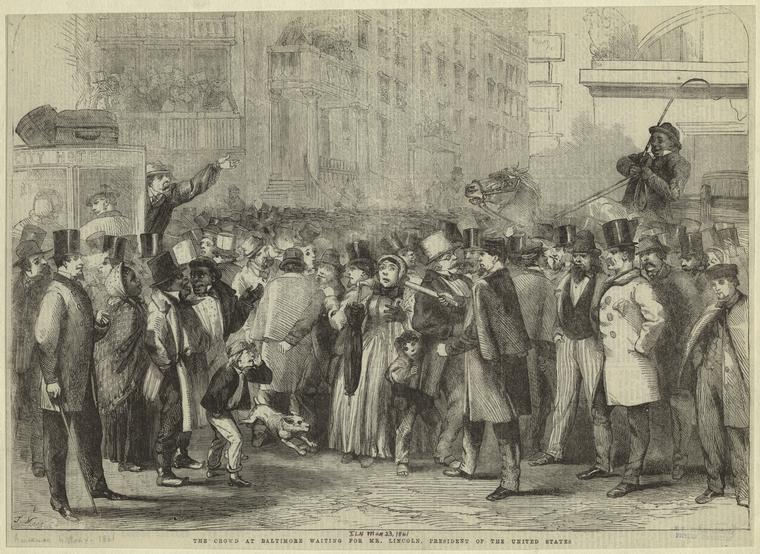
Замах на Лінкольна

- 23 лютого 1861 відбувся «Балтиморський замах» — змова з метою вбивства новообраного президента Авраама Лінкольна на шляху до інавгурації. Алан Пінкертон, засновник Національного Детективного Агентства Пінкертона, відігравав ключову роль у захисті обраного президента, управляючи безпекою Лінкольна протягом всієї поїздки. Лінкольн і його радники вжили заходів для забезпечення його безпечного проходу через Балтимор.
- В серпні 1864 постріл з гвинтівки пролетів в дюймі від голови Лінкольна, зачепивши його капелюх, коли той повертався без охорони в свій котедж (де він часто ночував, після чого вранці повертався в Білий Дім). Близько 11 вечора рядовий Джон Ніколз, вартовий біля воріт на територію котеджу, почув постріл, а через декілька секунд з'явився президент, який їхав без капелюха. Лінкольн одразу розповів про це своєму старому другу та охоронцю Уорду Лемону.

### Вільям Тафт
- В 1909 році Вільям Тафт та Порфіріо Діас запланували провести зустріч в Ель-Пасо, штат Техас та в Сьюдад-Хуарес, штат Чіуауа, Мексика — історичну першу зустріч президента США та президента Мексики. Діас попросив щоб на цій зустрічі було декларовано підтримку Сполученими Штатами його балотування на восьмий строк і Тафт погодився щоб захистити кілька мільярдів доларів американського капіталу, що тоді був вкладений в Мексику. Обидві сторони погодились визнати полосу Чемізал між Ель-Пасо та Сьюдад-Хуарес нейтральною територією без жодних прапорів під час зустрічі, але увага була прикута до цієї території, що закінчилося погрозами вбивства президентів. Техаські рейнджери, американські та мексиканські військові, агенти Секретної служби, агенти ФБР та маршали США були задіяні для охорони. Охороною керував Фредерік Бернхем. 16 жовтня 1909 в день зустрічі Бернхем та рейнджер Мур помітили чоловіка з прихованим в долоні пістолетом, який стояв біля будівлі Комерційної Палати Ель-Пасо на шляху процесії. Бернем та Мур схопили та знезброїли чоловіка в футі від Тафта та Діаза.

### Герберт Гувер
- 19 листопада 1928 новообраний президент Гувер перебував почав семитижневий тур доброї волі по латиноамериканських країнах. Під час цього туру в Аргентині анархісти під керівництвом Северіно Ді Джованні спланували підірвати вагон президента. Але вони були заарештовані до того, як вони могли покласти вибухівку на рейки.

### Франклін Рузвельт
- 15 лютого 1933 в Маямі Джузеппе Дзангара вистрілив в Рузвельта п'ять разів. Замах стався менш, ніж за три тижні до інавгурації Рузвельта на перший строк. Хоча Рузвельт не зазнав шкоди, чотири інших людини були поранені, а мер Чикаго Антон Чермак був вбитий. Дзангара був визнаний винним та був страчений 20 березня 1933. Є припущення, що насправді мішенню вбивці був Чермак, який був запеклим ворогом Аль Капоне.

### Гаррі Трумен
- влітку 1947, добиваючись незалежності Ізраїлю, радикальне сіоністське угруповання Лехі надіслало декілька листів з вибуховими пристроями президенту Гаррі Трумену та іншим високопоставленим особам Білого Дому. Секретна служба була попереджена британською розвідкою, оскільки угруповання раніше надіслало такі ж листи-бомби британським високопосадовцям. Поштова служба Білого Дому перехопила листи та Секретна Служба їх знешкодила. Тоді інцидент замовчували. Дочка Трумена Маргарет розповіла про цей інцидент в біографії Трумена випущеній в 1972. Раніше про це розповідала працівниця Поштової служби Білого Дому Іра Сміт в своїх мемуарах.
- 1 листопада 1950 два пуерториканських прихильника незалежності Оскар Коллацо та Гріселіо Торресола спробували вбити Трумена в Блер Хаус, де Трумен проживав, поки Білий Дім був на реставрації. Під час атаки Торресола смертельно поранив поліцейського Леслі Коффельта, який вбив нападника пострілом в голову. Коллацо поранив іншого поліцейського і вижив, але з численними пораненнями. Трумена поранено не було. Трумен замінив смертний вирок Коллацо на довічне ув'язнення.

### Джон Кеннеді
- 11 грудня 1960 73-річний працівник пошти Річард Павлік планував протаранити автомобіль новообраного президента Джона Кеннеді, який тоді перебував на відпочинку в Палм-Біч, своїм автомобілем, начиненим вибухівкою, але передумав коли побачив, що разом з Кеннеді його дружина та діти. Павлік вирішив скоїти напад пізніше, коли президент буде один. Але він був заарештований через три дні, коли поліцейський зупинив його автомобіль за порушення правил дорожнього руху та помітив вибухівку. Наступні шість років Павлік провів в федеральних тюрмах та психіатричних клініках, після чого його випустили в грудні 1966.

### Річард Ніксон
- 13 квітня 1972 Артур Бремер збирався пронести зброю на виступ президента, але був зупинений охороною. Через декілька тижнів він своїм пострілом серйозно поранив губернатора Алабами Джорджа Воллеса.
- 22 лютого 1974 Семюель Бюк планував викрасти літак та протаранити їм Білий Дім щоби вбити Ніксона. Він силою захопив літак, що стояв на землі, але йому сказали що літак не зможе злетіти оскільки не прибрані блокування коліс. Він застрелив пілота та другого пілота, але сам був поранений вистрілом поліцейського. Після цього він скоїв самогубство. Ці події згодом були зображені в кінофільмі «Замах на Ніксона».

### Джеральд Форд

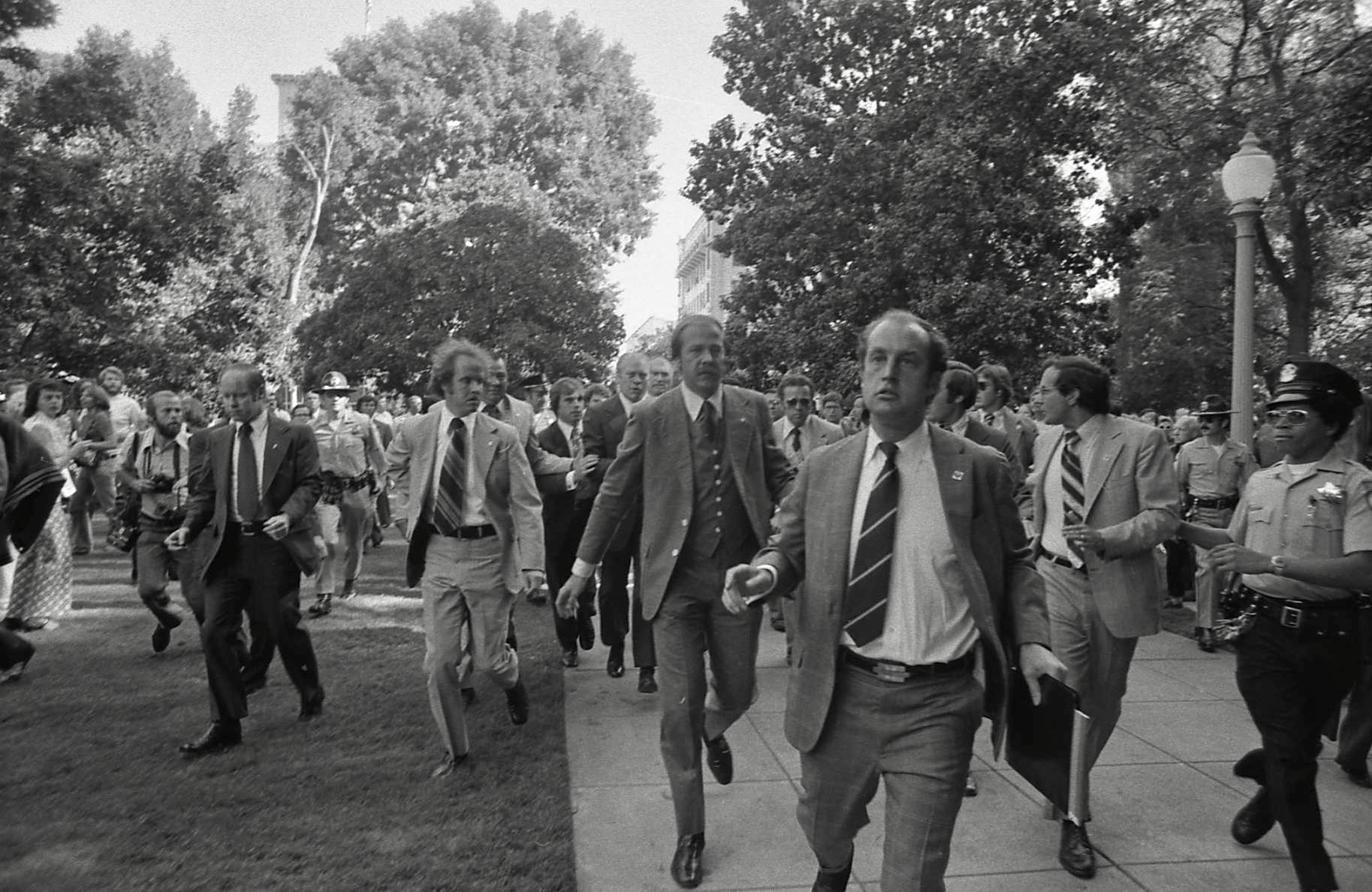
Форда виводять з місця замаху в Сакраменто

- 5 вересня 1975 року біля Капітолія Каліфорнії в місті Сакраменто Лінетт Фромм, послідовниця Чарлза Менсона, направила Кольт M1911 45-го калібру на Джеральда Форда, коли він підійшов до натовпу, щоби потиснути їй руку. Вона була миттєво обеззброєна агентом Секретної служби Ларі Б'юндорфом. Фромм була засуджена до довічного ув'язнення, але була випущена 14 серпня 2009.
- 22 вересня 1975 року в Сан-Франциско лише через 17 днів після останнього замаху, Сара Мур вистрілила в Форда з револьвера з відстані в 12 метрів. Олівер Сіппл, колишній морський піхотинець, схопив її руку і вона не влучила по Форду, а її куля легко поранила водія таксі Джона Людвіга. Мур була засуджена до довічного ув'язнення. Вона була помилувана 31 грудня 2007.

### Джиммі Картер
- 5 травня 1979 Секретна Служба заарештувала бомжа Реймонда Харві за те, що він тримав стартовий пістолет біля Сівік Центр в Лос-Анджелесі за 10 хвилин до того, як президент Джиммі Картер мав виголосити там промову. Харві мав довгу історію психічних хвороб, але поліція все одно провела розслідування з приводу його заяви, що він був тільки одним з групи чотирьох нападників. Харві сказав, що він сім разів вистрілив холостими патронами по даху готелю вночі 4 травня, щоби перевірити наскільки гучним є пістолет. Він заявив, що цієї ночі він був разом з одним зі своїх співучасників, якого знав під ім'ям «Джуліо». Ця людина потім була ідентифікована як 21-річний нелегальний мігрант з Мексики Освальдо Еспіноза Ортіз.

### Джордж Герберт Вокер Буш
- 13 квітня 1993 14 людей, які працювали на Саддама Хусейна, збиралися вбити колишнього президента Джорджа Буша за допомогою замінування автомобіля, коли той перебував в Кувейті. Замах не вдався через те що кувейтські правоохоронці знайшли бомбу та заарештували терористів. Двоє із заарештованих, Валі Абдельхаді Газалі і Раад Абдель-Амір аль-Ассаді, відмовилися від своїх зізнань у суді, стверджуючи, що їх примусили дати зізнання. Згодом з'ясували, що замах організував 14-ий відділ Служби Розвідки Іраку.

### Білл Клінтон
- 21 січня 1994 року військовий у відставці та письменник Рональд Барбур планував вбити президента Білла Клінтона під час пробіжки. Барбур повернувся до Флориди через тиждень, не напавши на президента, оскільки той перебував з візитом в Росії. Барбура піймали та засудили до п'яти років ув'язнення. У 1998 році його випустили.
- 12 вересня 1994 року далекобійник з Меріленду, що мав проблеми з алкоголем, Френк Кордер вкрав одномісний літак «Сессна» щоби протаранити ним Білий Дім та вбити Клінтона, але врізався в дерево біля Білого Дому і помер.[8][9] Президента та його родини на момент події там не було.
- 29 жовтня 1994 року Франциско Дюран вистрілив щонайменше 29 разів із напівавтоматичної гвинтівки в групу людей, думаючи що президент перебуває серед них. Три туристи: Гаррі Раковські, Кен Девіс і Роберт Хейнес знешкодили Дюрана. У нього в кишені знайшли передсмертну записку. Його засудили до 40 років ув'язнення.
- У 1996 році під час візиту Клінтона на самміт Азійсько-Тихоокеанського економічного співробітництва в Манілі, Філіппіни маршрут президентського кортежу був змінений, оскільки було перехоплене повідомлення, що планується напад. Згодом з'ясували, що міст, по якому кортеж мав проїхати спочатку, був замінований Осамою бен Ладеном.

### Джордж Вокер Буш

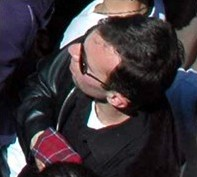
Володимир Аратунян готується кинути гранату в Буша

- 7 лютого 2001 поки президент Джордж Буш перебував у Білому домі, Роберт Пікетт, стоячи біля огорожі по периметру, випустив низку пострілів зі зброї в бік Білого дому. Його засудили до трьох років позбавлення волі.[10]
- 10 травня 2005 під час того як Джордж Вокер Буш виголошував промову на Площі Свободи в Тбілісі, Володимир Аратунян кинув радянську гранату РГД-5 в сторону подіуму. Чека гранати була висмикнута, але вона не вибухнула бо була щільно загорнута в червону хустинку. Аратуняну вдалося втекти, але його піймали в липні того ж року. Під час затримання він вбив співробітника МВС Грузії. В січні 2006 засуджений до довічного ув'язнення.

### Барак Обама
- У серпні 2008 року двоюрідні брати Тарін Гартрелл та Шон Адольф разом з їхнім другом Натаном Джонсоном поїхали в Денвер, штат Колорадо плануючи вбити президента Барака Обаму під час його промови на Національній конференції демократичної партії, але вони були заарештовані до того.
- У 2008 році двоє білих расистів Пол Шлесельман та Деніел Коварт запланували під'їхати на машині до кандидата в президенти Барака Обами та відкрити по ньому вогонь. Їх заарештували 22 жовтня 2008 до того, як вони здійснили свій план. В 2010 році вони були засуджені до 10 та 14 років ув'язнення.
- У квітні 2009 року під час самміту Альянсу Цивілізацій в Стамбулі був заарештований чоловік сирійського походження з журналістським посвідченням телеканалу Аль-Джазіра. Турецькі спецслужби дізнались, що він із трьома спільниками планував зарізати Обаму ножем.
- У листопаді 2011 року Оскар Раміро Ортего-Ернандес, який вірив що він Ісус, а Обама — антихрист, почав стрілянину по Білому Дому з напівавтоматичної гвинтівки. Ніхто не постраждав.
- У квітні 2013 року хтось надіслав президенту листа зі смертельною отрутою, але лист було перехоплено[11].
- У жовтні 2018 року пакет, який містив сфабриковану бомбу, був відправлений колишньому президенту Обамі в його будинку у Вашингтоні, округ Колумбія. Пакет перехопила секретна служба.

### Дональд Трамп
- Майкл Стівен Сендфорд, британський громадянин з психічною хворобою, намагався вихопити пістолет поліцейського на мітингу Трампа в Лас-Вегасі, штат Невада, при спробі вбивства Трампа (тоді вважався кандидатом-республіканцем). За повідомленнями, Сандфорд планував таку акцію вже більше року. Сендфорд був негайно заарештований, а згодом депортований до Великої Британії. Інцидент отримав менше висвітлення у Сполучених Штатах, ніж у Британії, де він призвів до дискусії з приводу Закону про розумову дієздатність 2005 року і став предметом документального фільму BBC.[12]
- Листопад 2017 року: Філіппінська національна поліція в парку Різал заарештувала чоловіка, пов'язаного з Ісламською державою Іраку та Леванту, який за повідомленнями, планував вбивство президента Трампа під час саміту АСЕАН.[13]
- Жовтень 2018 року: Вітейн Клайд Аллен III, ветеран ВМС США, надіслав президенту Трампу листа, що містить подрібнені отруйні касторові боби. Лист не дійшов до Білого дому, оскільки його захопила секретна служба. Він надіслав аналогічні листи міністру оборони Джеймсу Меттісу та начальнику військово-морських операцій адміралу Джону Річардсону. Аллен був заарештований 3 жовтня 2018 року в штаті Юта.[14][15]